# Nikolaï Kolumbet
Nikolaï Kolumbet (en russe : Николай Колумбет) né le 10 octobre 1933 en Ukraine et mort le 21 février 2012, est un coureur cycliste soviétique des années 1950. Il est considéré comme un des pionniers du cyclisme en URSS. Il est ensuite entraineur de cyclistes soviétiques puis du cyclisme ukrainien.
Il est le frère aîné de Leonid Kolumbet, coureur cycliste soviétique sur piste.

## Biographie
Nikolaï Kolumbet commence la compétition cycliste en 1953, sous l'influence de son père qui pratiquait le cyclisme sur route. Militaire, il est sélectionné dans l'équipe première de l'Armée rouge dès l'année suivante et se classe 10e de la course printanière Kiev-Simferopol-Kiev. Aux Championnats d'Union soviétique de cyclisme sur route de cette année 1954, il remporte le titre de champion de l'URSS sur route (200 km) et se classe 3e de l'épreuve des 100 kilomètres contre la montre par équipes. En 1955, il remporte le Grand prix international de Moscou, disputé entre les équipes cyclistes soviétique et tchécoslovaque, après avoir terminé 3e de la transukrainienne Kiev-Simféropol-Kiev au terme de 2 224 km de cette course en 16 étapes  et gagne la dernière étape du Tour de l'URSS, Toula-Moscou.
Il intègre l'équipe d'URSS au début de l'année 1956 dans l'épreuve préparatoire à la Course de la Paix.

### Premier soviétique vainqueur d'étape, premier "maillot jaune" soviétique  à la Course de la Paix
Le renom de Kolumbet tient en ses performances dans la Course de trois capitales de l'année 1956. Une équipe de l'Union soviétique participe à cette course depuis deux ans mais le rôle de l'équipe soviétique y est modeste : l'équipe se classe 6e en 1954, 4e en 1955. Au classement individuel final, le premier des compétiteurs soviétiques se classe 13e la première année (Evgeni Nemytov), et 7e lors de la seconde expérience (Viktor Verchinine). Tout change en cette année 1956, où s'amorce le « dégel »  politique initié par Nikita Khrouchtchev, premier secrétaire du Parti communiste de l'Union soviétique. Le 5 mai, la quatrième étape disputée en Pologne entre Katowice, encore appelée "Stalingorod", et Wroclaw, longue de 185 km, se termine en feu d'artifice soviétique : quelques coureurs échappés se disputent la victoire d'étape au sprint. Nikolaï Kolumbet l'emporte devant un Tchécoslovaque (Josef Krivka) et un second coureur soviétique Rodislav Tchizikov. L'équipe soviétique s'empare de la première place du classement collectif, des 2e (Evgeni Klevtzov) et 3e (Kolumbet) places du classement général. Kolumbet monte d'un cran au classement général lors de la 5e étape, Wroclaw-Görlitz, et s'empare du "maillot jaune" le sixième jour, à Berlin. Il détrône l'allemand Schur devant son public. Son dauphin au classement général est un de ses coéquipiers, Pavel Vostriakov. Kolumbet ne reste que deux jours leader de la course mais il inaugure réellement la montée en puissance d'un cyclisme soviétique dont la Course de la Paix est durant les trente-cinq années suivantes un terrain d'exploit de ses champions.
Le 15 mai 1956 lors de l'ultime étape, à Prague, un second routier soviétique Evgeni Klevtzov remporte l'étape, Nikolaï Kolumbet monte sur la troisième marche du podium individuel, et l'équipe soviétique effectue le tour d'honneur des vainqueurs du classement par équipes. C'est la première des vingt victoires de l'équipe d'URSS sur la Course de la Paix. C'est le premier des trois succès de Nikolaï Kolumbet dans ce classement.

## Palmarès
- 1953
  -  Champion d'URSS sur route
- 1954
  -  Champion d'URSS sur route
- 1955
  - 5 victoires[6], dont
  - 15e étape du Tour de l'URSS
  - 3e de Kiev-Simféropol-Kiev
- 1956
  - 6 victoires en URSS
  - 4e étape de la Course de la Paix[7]
  - 3e du championnat d'URSS par équipes sur route
  - 3e du championnat d'URSS sur route
  - 3e de la Course de la Paix
  - 6e du classement par équipes de la course en ligne des Jeux olympiques de Melbourne (avec Anatoli Tcherepovitch, Viktor Kapitonov et Viktor Vershinin)
- 1957 
  - 5 victoires dont
  -  Champion de la République socialiste fédérative soviétique de Russie des 100 km contre-la-montre par équipes (avec Viktor Kapitonov, Anatoli Tcherepovitch et Evgeni Nemytov)[8]
  - 1re étape du Tour de Sotchi
  - 4e du Tour de Sotchi
- 1958
  - 3eb et 4e étapes du Tour de Sotchi[9]
  - 2e du Tour de Sotchi

### Places d'honneur
- 1956
  - 16e de la course en ligne des Jeux olympiques de Melbourne
- 1958
  - 3e des 2e et 5e étapes de la Course de la Paix[7]
  - 29e de la Course de la Paix
  - 33e du championnat du monde amateurs sur route
- 1959
  - 38e de la Course de la Paix[7]

## Distinction
- Maître émérite du sport cycliste soviétique (1956)
- Entraîneur émérite du cyclisme d'Ukraine